# Russischer Rüstungsexport
Der russische Rüstungsexport bezeichnet den Außenhandel von Unternehmen und Konsortien aus der Russischen Föderation mit Rüstungsgütern und Kriegswaffen. Russland war 2014 nach den USA (30 Prozent) der weltweit zweitgrößte Hersteller und Exporteur von Waffen aller Art mit 23 Prozent und hat nach Angaben von Präsident Wladimir Putin für mehr als 15 Milliarden Dollar Waffen exportiert. Die Rüstungshersteller sind zum größten Teil Staatsunternehmen.

## Entwicklung

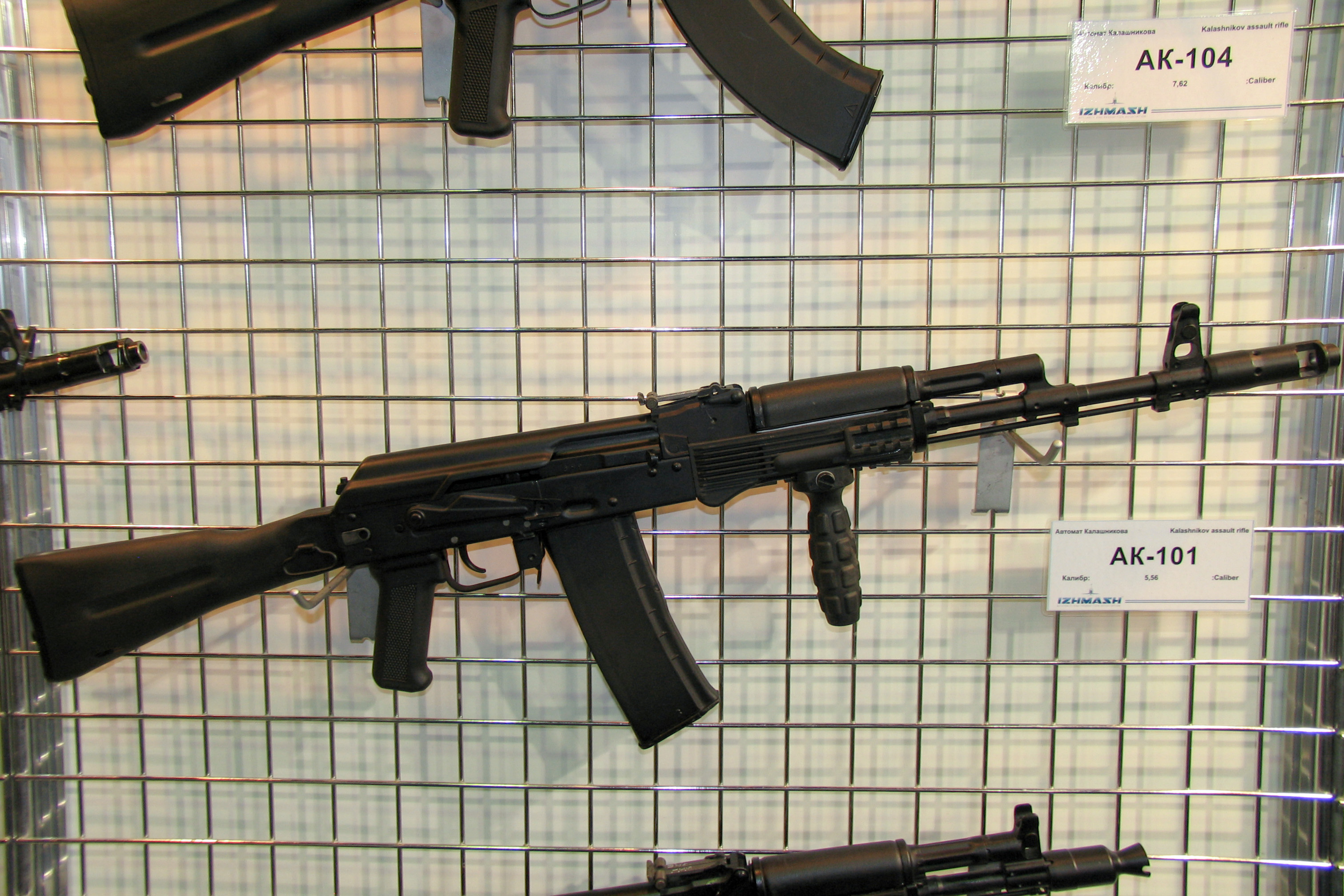
Was für die deutschen Waffenbauer Heckler & Koch das G3 ist, ist für Russland die Kalaschnikow: ein „Exportschlager“.
Hier das heute hergestellte AK-101

Die russischen Regierungen, egal welcher politischen Ausrichtung, haben stets den staatlich kontrollierten militärisch-industriellen Komplex des Landes gefördert. Russland exportierte in Jahren 2012 bis 2016 4,7 % Rüstungsgüter mehr als im Zeitraum 2007 bis 2011. Wie für die USA sind auch für Russland Waffenexporte ein zentrales Mittel seiner Außen- und Sicherheitspolitik.
2015 wurden Waffen im Wert von 15 Milliarden Dollar in mehr als 60 Länder exportiert. Russland plant, die Exporte in den asiatisch-pazifischen Raum, nach Afrika, Lateinamerika und die Karibik auszubauen. Zu den größten Abnehmern russischer Rüstungsgüter gehörten 2015 Indien und die Volksrepublik China. Fast die Hälfte der Erlöse resultieren aus dem Verkauf von Kampfflugzeugen. Besonders vor dem Hintergrund der Sanktionen gegen Russland wegen dessen Haltung im Ukrainekrieg sehen Beobachter die Rüstungsindustrie als einen zunehmend wichtigeren Zweig der russischen Wirtschaft neben Öl- und Gasexporten. Allerdings ist die russische Technik vergleichsweise veraltet.
Russland nutzt die Verbindungen aus den Zeiten des Warschauer Paktes. Viele früher sowjetische, heute russische Waffensysteme werden auch in Lizenz in den jeweiligen Ländern hergestellt. Die weltweit verbreitetste russische Waffe, die AK-47 und deren Nachfolgemodelle werden bis heute in Lizenz in vielen Ländern weltweit hergestellt.

## Konzerne

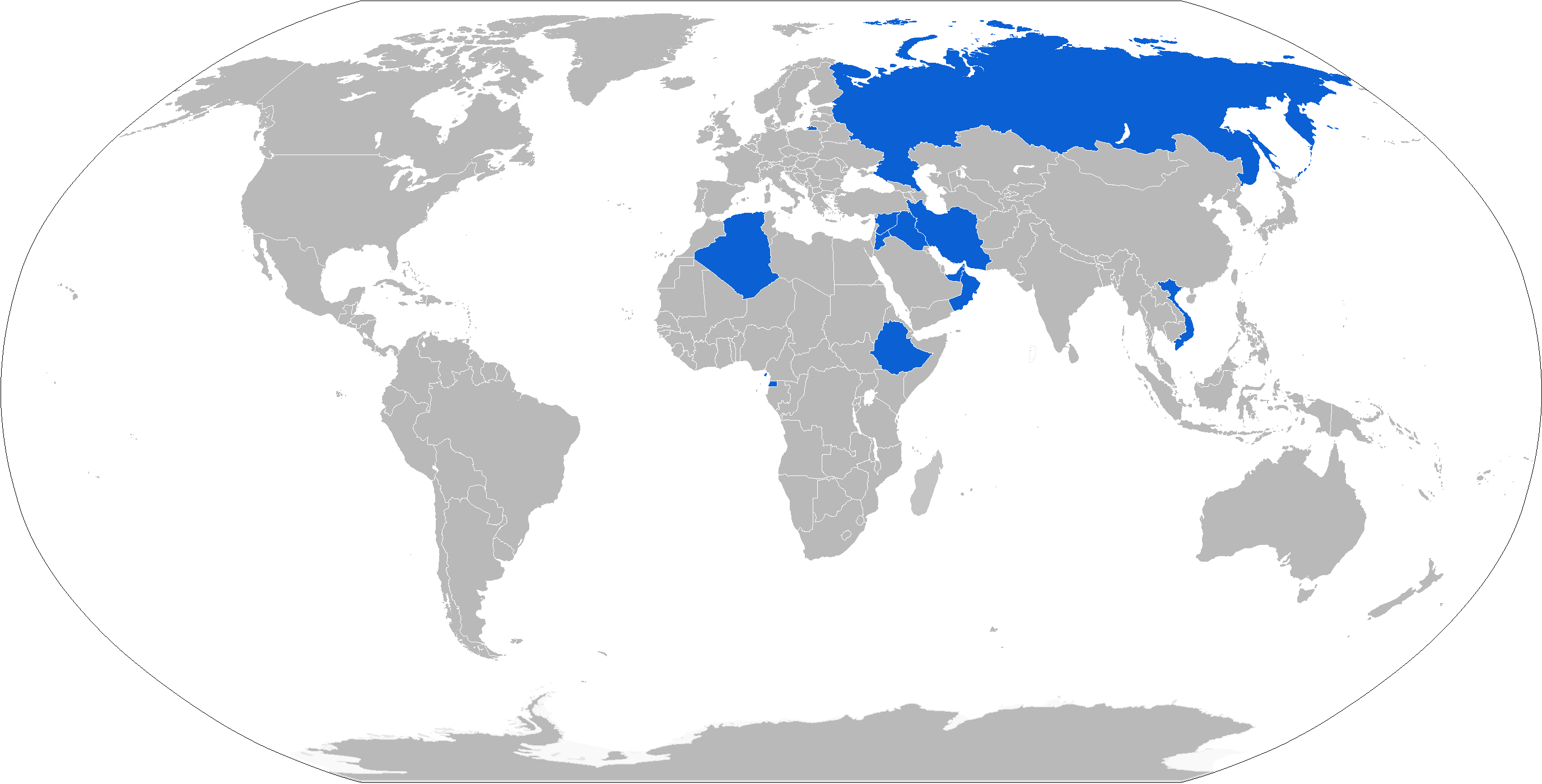
Weltweite Verbreitung des modernen Boden-Luft-Raketensystems 96K6 Panzir

Zu den wichtigsten russischen Rüstungskonzernen zählen:
- Almas-Antei, (Raketenwaffen, Selbstfahrlafetten)
- Rostec, staatlicher Rüstungskonzern. Zu ihm gehört unter anderem Rosoboronexport (Monopol-Exporteur), OAK (Flugzeuge), Wertoljoty Rossii (Hubschrauber), ODK (Triebwerksbau), Tecmasch (Munition, Raketensysteme), Wyssokototschnyje Kompleksy (Raketensysteme, Kleinwaffen, Artilleriegranaten, Schützenpanzer), Uralwagonsawod (Panzer)
- Tactical Missiles Corporation, (Raketenwaffen)
- Konzern Kalaschnikow, (Kleinwaffen)

Über die mehrheitlichen Beteiligungen Rostecs hinaus besitzt der Staatskonzern unter anderem eine Sperrminorität im Konzern Kalaschnikow.
Der russische Konzern VSMPO-AVISMA (Sperrminorität liegt bei Rostec) ist einer der weltgrößten Titanhersteller. VSMPO-AVISMA produziert ein Drittel des weltweit verwendeten Titans für militärische und zivile Nutzung.

## Empfängerländer

### China

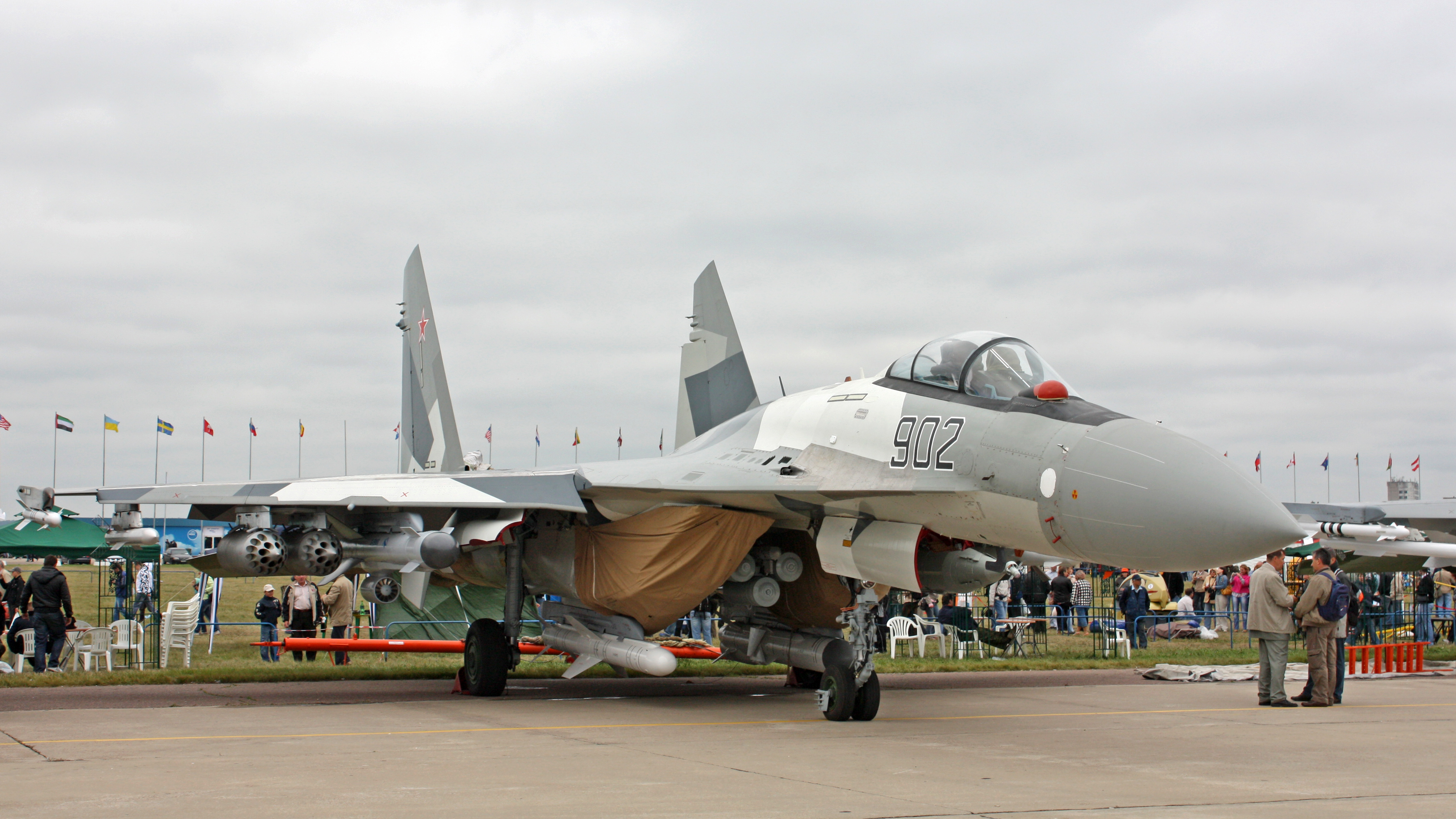
Eine Su-35, wie sie nach China exportiert wurde auf einer Waffenschau (2009)

Die traditionell enge Zusammenarbeit zwischen Russland und der VR China kommt aus den Zeiten des Kalten Krieges und ging danach ungebrochen weiter. Für die zahlenmäßig größte Armee der Welt kauft China immer wieder Waffensysteme. 2013 kaufte die Volksrepublik 24 moderne Kampfflugzeuge vom Typ Su-35. China hat früher schon russische Kampfjets vom Typ Su-27 und Su-30 importiert.
Zudem wurden vier Unterseeboote (Umfang von zwei Milliarden US-Dollar) verkauft. Die dieselbetriebenen Unterseeboote der Lada-Klasse gehören zu den modernsten in der russischen Flotte und sollen besonders geräuscharm sein. Zwei von ihnen wurden in China gebaut.
Nach Angaben des chinesischen Staatsfernsehens plante China den Kauf weiterer Waffentechnologie, darunter Raketenabwehrsysteme vom Typ S-400 Triumf, Saturn-117S-Triebwerke, das neueste Transportflugzeug Iljuschin Il-476 und Il-78M-Tankflugzeuge.

### Indien
Russland bot Indien beispielsweise Kamow-Ka-226-Hubschrauber im Gesamtwert von 480 Millionen US-Dollar sowie U-Boote im Gesamtwert von 10,7 Milliarden Dollar an.

### Syrien
Russland lieferte Waffen an die syrische Regierung, u. a. Luftabwehrsysteme, Schützenpanzer, Militärlaster und Granatwerfer.

### Venezuela
Venezuela ist komplett mit russischer beziehungsweise sowjetischer Militärtechnik ausgestattet. Im Rahmen eines Militärabkommens zwischen Russland und Venezuela wurden 2008 Su-30-Kampfjets nach Venezuela geliefert. Inbegriffen waren das Training der Piloten und des Personals sowie Bewaffnung. Weiterhin wurden 50 Militärtransporthubschrauber der Typen Mi-35, Mi-17 und Mi-26, mehr als 120 Panzer, etwa 240 gepanzerte Kampffahrzeuge, mehrere Dutzend Grad- und Smerch-Raketenabwehrsysteme und eine große Anzahl von Igla-S-Raketen geliefert.
Das Gesamtvolumen der Rüstungsexporte betrug 2005–2017 11 Milliarden US-Dollar.

### Libyen
Geliefert wurden die Fla-Raketensysteme S-300PMU-2 für vier Divisionen sowie rund 20 Fla-Raketensysteme 9K330 Tor-M1 mit kürzerer Reichweite. Außerdem bestellte Libyen zwölf Jagdflugzeuge Su-30MK2, zwölf Jagdflugzeuge MiG-29SMT und ein oder zwei U-Boote des Projekts 636. Inwiefern diese Waffen tatsächlich geliefert wurden, ist nicht weiter bekannt.

### Ukraine

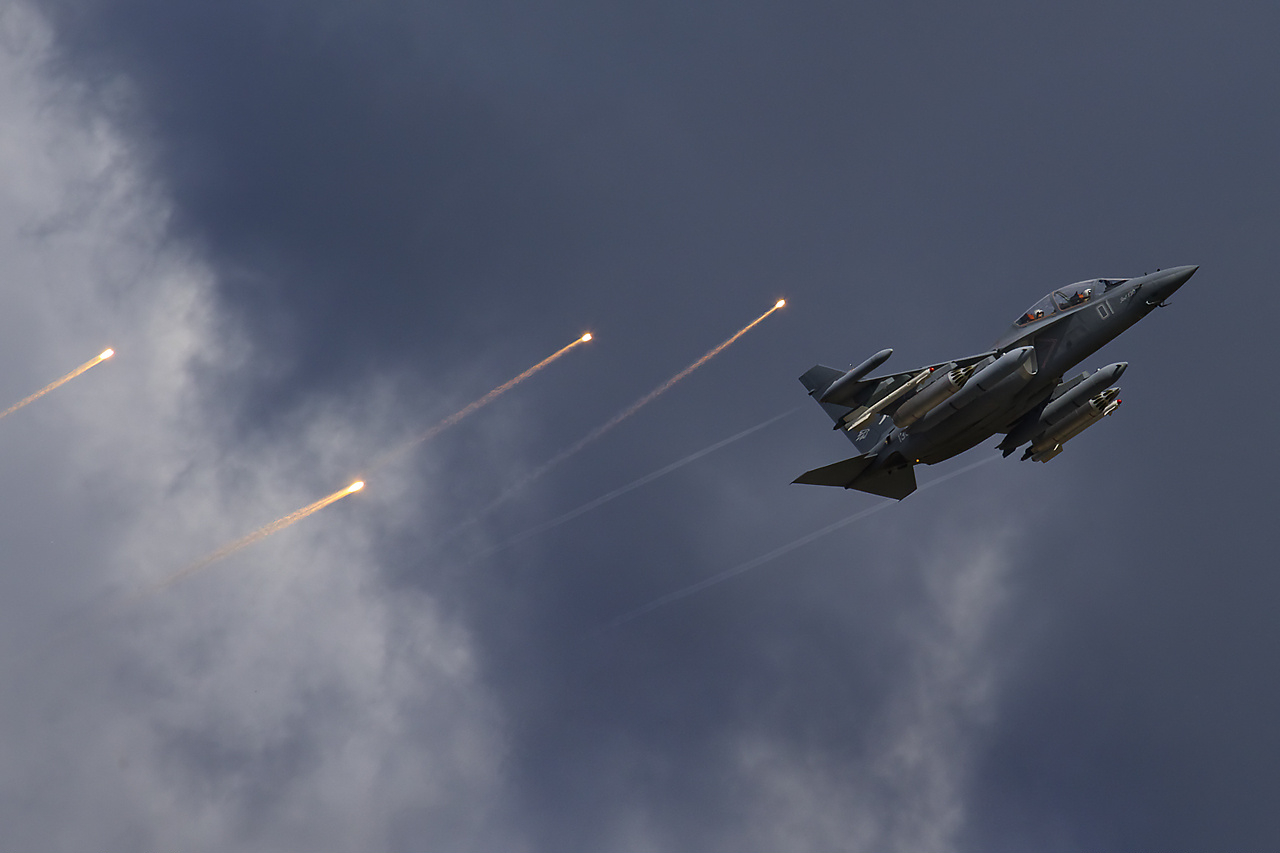
Eine Jak-130 mit der Luft-Luft-Rakete AA-11 Archer, deren Lenktechnik in der Ukraine hergestellt wurde

Bis zu dem ukrainisch-russischen Konflikt war die Ukraine ein wichtiger Partner der russischen Rüstungsindustrie. Gleichzeitig kaufte das Land russische Waffensysteme, da seine Armee traditionell mit sowjetischer Technik ausgestattet war. Am 17. Juni 2014 beendete die Ukraine ihre militärische Zusammenarbeit mit Russland offiziell. Die Führung in Kiew hatte sich trotz des Krieges in der Ostukraine und trotz der Annexion der Krim mit diesem Schritte lange Zeit gelassen, weil die Verbindungen der beiden Staaten im Waffenbereich sehr intensiv waren. „Die Verbindungen waren in der Sowjetzeit absolut“, zitiert der EU-Observer Guy Anderson von der Beratungsfirma IHS Jane’s Defence Weekly.
Russland hatte das Land auch nach der Unabhängigkeit im Jahre 1991 weiterhin als „Teil seiner nationalen industriellen Versorgungskette“ betrachtet. Mehr als die Hälfte der strategischen Nuklearraketen Russlands verwenden Lenksysteme, die in der Zentral-, Ost- und Südukraine hergestellt wurden. Russische Helikopter, Kriegsschiffe und Kampfjets verwenden ukrainische Motoren. Auch Russlands wirkungsvollste Luft-Luft-Rakete, die AA-11 Archer, verwendete Lenktechnologie aus der Ukraine.
Bis zu dem Konflikt kooperierten die ukrainischen Streitkräfte stark mit russischen Rüstungsfirmen und kauften Ersatzteile für ihre Waffensysteme von russischen Firmen.

### Armenien
Bei einer Militärparade 2016 präsentierte Armenien die kurz zuvor erworbenen Iskander-Raketen.

### Türkei
Im September 2017 handelte die türkische Seite einen Vertrag mit Moskau über den Verkauf des Raketenabwehrsystems S-400 Triumf an Ankara aus.

### Saudi-Arabien
Beim ersten Staatsbesuch eines saudischen Herrschers in Russland Anfang Oktober 2017 bekundete die saudische Seite das Interesse am Erwerb des S-400-Flugabwehrraketenabwehrsystems. Die staatlichen Rüstungskonzerne „Saudi Arabia Military Industries“ (SAMI) und „Rosoboronexport“ erzielten zudem eine Einigung über den Export von russischen Panzerabwehrraketen des Typs 9K135 Kornet sowie von Raketenwerfern TOS-1A an Riad.

### Länder der Afrikanischen Union
Die Sowjetunion unterstützte viele Länder Afrikas bei ihren Unabhängigkeitskämpfen mit Waffen. Auch Russland hat geostrategische Interessen in vielen Ländern der AU: Als die USA 2014 Nigeria die Lieferung von Cobra-Hubschraubern verweigerten, stoppte das westafrikanische Land das amerikanische Ausbildungsprogramm für seine Armee und bat Russland um Militärhilfe. Auch wenn die USA, Großbritannien und China noch immer Spitzenreiter der Waffenlieferungen in AU-Länder sind, nimmt der Einfluss Russlands in der Region zu. Die Zahl der belieferten Länder stieg von 16 im Jahr 2010 auf 21 im Jahr 2019.

#### Algerien
Größter Abnehmer für russische Waffen ist Algerien mit 4,1 Milliarden US-Dollar in den Jahren 2015 bis 2019. Im Jahr 2006 wurden dem Land durch Russland 5,7 Milliarden US-Dollar Schulden entlassen und zugleich ein Vertrag mit einem Volumen von 7,5 Milliarden US-Dollar geschlossen. Die Geschäfte basieren auf alten Verbindungen aus Sowjetzeiten. Von 2000 bis 2019 bestellte das Land 200 Flugzeuge und Hubschrauber sowie 500 Panzer.

#### Ägypten
Zweitgrößter Abnehmer ist Ägypten mit 2,8 Milliarden US-Dollar in den Jahren 2015 bis 2019. Diese Entwicklung ergab sich durch die Kürzung amerikanischer Rüstungsexporte nach dem Putsch von 2019. Das Land bestellte etwa Flugabwehrraketen aus Russland.

#### Angola
Drittgrößter Abnehmer ist Angola mit 0,5 Milliarden US-Dollar in den Jahren 2015 bis 2019. Im Jahr 1996 erließ Russland Schulden in Höhe von 5 Milliarden US-Dollar.